# Literaturpreis Gdynia
Der Literaturpreis Gdynia (polnisch Nagroda Literacka Gdynia, kurz: NLG) ist eine bedeutende polnische literarische Auszeichnung. Jährlich wird ein Werk des jeweiligen Vorjahres in den Kategorien Prosa, Dichtung, Essayistik und seit 2014 Übersetzung ins Polnische ausgezeichnet. Der Literaturpreis ist mit 50.000 Złoty dotiert. Zudem wird unregelmäßig ein Einzelpreis (Nagroda Osobna) verlieren.

## Geschichte
2006 wurde der Literaturpreis Gdynia vom Stadtpräsidenten von Gdynia Wojciech Szczurek ins Leben gerufen.

## Jury
Die achtköpfige Jury setzt sich aus Vertretern des Literatur- und Universitätsbetrieb zusammen. Für die Jahre 2018/2019 bestand sie aus Agata Bielik-Robson (Vorsitz), Jerzy Jarniewicz, Eliza Kącka, Zbigniew Kruszyński, Adam Lipszyc, Aleksander Nawarecki und Tomasz Swoboda. Ehemalige Mitglieder sind Piotr Śliwiński (Vorsitz 2006 bis 2013), Alina Brodzka-Wald (2006–2008), Marek Bieńczyk (2006–2018), Jacek Gutorow (2014–2018), Małgorzata Łukasiewicz (2006–2018), Piotr Sommer (2006–2008) und Paweł Śpiewak (2006–2008).

## Preisträger

### Prosa
| Jahr | Preisträger/-in    | Titel                     | Nominierungen |
| ---- | ------------------ | ------------------------- | --- |
| 2006 | Michał Witkowski   | Lubiewo                   | Darek Foks, Zbigniew Libera: Co robi łączniczka Mieczysław Abramowicz: Każdy przyniósł, co miał najlepszego                                                                                      |
| 2007 | Wiesław Myśliwski  | Traktat o łuskaniu fasoli | Andrzej Bart: Don Juan raz jeszcze Marian Pankowski: Bal wdów i wdowców Magdalena Tulli: Skaza Witold Wedecki: Czarne rondo                                                                      |
| 2008 | Marian Pankowski   | Ostatni zlot aniołów      | Małgorzata Szejnert: Czarny ogród Bronisław Świderski: Asystent śmierci Anatol Ulman: Dzyndzylyndzy czyli postmortuizm Michał Witkowski: Barbara Radziwiłłówna z Jaworzna-Szczakowej             |
| 2009 | Marcin Świetlicki  | Jedenaście                | Andrzej Bart: Fabryka muchołapek Inga Iwasiów: Bambino Jacek Podsiadło: Życie, zwłaszcza śmierć Angeliki de Sancé                                                                                |
| 2010 | Andrzej Stasiuk    | Taksim                    | Wojciech Albiński: Achtung! Banditen! Joanna Bator: Piaskowa Góra Małgorzata Rejmer: Toksymia Janusz Rudnicki: Śmierć czeskiego psa                                                              |
| 2011 | Justyna Bargielska | Obsoletki                 | Andrzej Kasperek: Back in the DDR i inne opowiadania Radosław Kobierski: Ziemia Nod Kazimierz Kutz: Piąta strona świata Michał Olszewski: Zapiski na biletach                                    |
| 2012 | Magdalena Tulli    | Włoskie szpilki           | Andrzej Turczyński: Koncert muzyki dawnej Anna Nasiłowska: Konik, szabelka Szczepan Twardoch: Tak jest dobrze Filip Zawada: Psy pociągowe                                                        |
| 2013 | Zyta Oryszyn       | Ocalenie Atlantydy        | Darek Foks: Kebab Meister Jerzy Kędzierski: Opowieść mężczyzny, który zarabia śpiąc Andrzej Stasiuk: Grochów Szczepan Twardoch: Morfina                                                          |
| 2014 | Jerzy Pilch        | Wiele demonów             | Krzysztof Jaworski: Do szpiku kości. Ostatnia powieść awangardowa Andrzej Muszyński: Miedza Paweł Potoroczyn: Ludzka rzecz Patrycja Pustkowiak: Nocne zwierzęta                                  |
| 2015 | Michał Cichy       | Zawsze jest dzisiaj       | Waldemar Bawołek: To co obok Grzegorz Franczak: Kobierki Wioletta Grzegorzewska: Guguły Filip Zawada: Pod słońce było                                                                            |
| 2016 | Maciej Płaza       | Skoruń                    | Weronika Murek: Uprawa roślin południowych metodą Miczurina Andrzej Muszyński: Podkrzywdzie Łukasz Orbitowski: Inna dusza Dominika Słowik: Atlas: Doppelganger                                   |
| 2017 | Salcia Hałas       | Pieczeń dla Amfy          | Anna Cieplak: Ma być czysto Joanna Lech: Sztuczki Krzysztof Środa: Las nie uprzedza Szczepan Twardoch: Król                                                                                      |
| 2018 | Paweł Sołtys       | Mikrotyki                 | Waldemar Bawołek: Echo słońca Grzegorz Bogdał: Floryda Martyna Bunda: Nieczułość Aleksandra Zielińska: Kijanki i kretowiska                                                                      |
| 2019 | Zyta Rudzka        | Krótka wymiana ognia      | Dariusz Bitner: Fikcja Olga Hund: Psy ras drobnych Juliusz Strachota: Turysta polski w ZSRR Adelajda Truścińska: Życie Adelki                                                                    |
| 2020 | Dorota Kotas       | Pustostany                | Barbara Klicka: Zdrój Katarzyna Michalczak: Klub snów Wojciech Nowicki: Cieńsniny Radek Rak: Baśń o wężowym sercu albo wtóre słowo o Jakóbie Szeli                                               |
| 2021 | Waldemar Bawołek   | Pomarli                   | Dominika Horodecka: Wdech i wydech Agnieszka Jelonek: Koniec świata, umyj okna Elżbieta Łapczyńska: Bestiariusz nowohucki Andrzej Muszyński: Bez. Ballada o Joannie i Władku z jurajskiej doliny |

### Dichtung
| Jahr | Preisträger/-in            | Titel                                     | Nominierungen |
| ---- | -------------------------- | ----------------------------------------- | --- |
| 2006 | Eugeniusz Tkaczyszyn-Dycki | Dzieje rodzin polskich                    | Andrzej Sosnowski: Gdzie koniec tęczy nie dotyka ziemi Piotr Matywiecki: Ta chumra powraca                                                                                 |
| 2007 | Wojciech Bonowicz          | Pełne morze                               | Marek Krystian Emanuel Baczewski: Morze i inne morza Edward Pasewicz: Henry Berryman Pięśni Tomasz Różycki: Kolonie Marcin Świetlicki: Muzyka środka                       |
| 2008 | Adam Wiedemann             | Pensum                                    | Miłosz Biedrzycki: Sofostrofa i inne wiersze Zbigniew Machej: Wiersze przeciwko opodatkowaniu poezji Joanna Mueller: Zagniazdowniki Agnieszka Wolny-Hamkało: Spamy miłosne |
| 2009 | Eugeniusz Tkaczyszyn-Dycki | Piosenka o zależnościach i uzależnieniach | Jacek Gutorow: Inne tempo Radosław Kobierski: Lacrimosa Monika Mosiewicz: Cosinus Salsa Edward Pasewicz: Drobne! Drobne!                                                   |
| 2010 | Justyna Bargielska         | Dwa fiaty                                 | Szczepan Kopyt: Sale Sale Sale Jakobe Mansztajn: Wiedeński high life Piotr Matywiecki: Powietrze i czerń Przemysław Owczarek: Cyklist                                      |
| 2011 | Ewa Lipska                 | Pogłos                                    | Andrzej Niewiadosmki: Tremo Tomasz Różycki: Księga obrotów Adam Wiedemann: Dywan Maciej Woźniak: Ucieczka z Elei                                                           |
| 2012 | Marta Podgórnik            | Rezydencja surykatek                      | Roman Honet: Piąte królestwo Eda Ostrowska: Dojrzałość piersi i pieśni Marcin Sendecki: Farsz Edward Pasewicz: Pałacyk Bertolta Brechta                                    |
| 2013 | Andrzej Sosnowski          | Sylwetki i cienie                         | Jerzy Kronhold: Epitafium dla Lucy Andrzej Niewiadomski: Dzikie lilie Kacper Płusa: Ze skraju i ze światła Dariusz Suska: Duchy dni                                        |
| 2014 | Marcin Świetlicki          | Jeden                                     | Darek Foks: Rozmowy z głuchym psem Szczepan Kopyt: Kir Joanna Roszak: Ladino Michał Sobol: Pulsary                                                                         |
| 2015 | Piotr Janicki              | Wyrazy uznania                            | Natalia Malek: Szaber Agnieszka Mirahina: Widmowy refren Adam Pluszka: Zestaw do besztań Dariusz Sośnicki: Spóźniony owoc radiofonizacji                                   |
| 2016 | Barbara Klicka             | Nice                                      | Kacper Bartczak: Wiersze organiczne Maria Bigoszewska: Jeden pokój Hanna Janczak: Lekki chłód Tadeusz Pióro: Powązki                                                       |
| 2017 | Michał Sobol               | Schrony                                   | Anna Adamowicz: Wątpia Cezary Domarus: cargo, fracht Dawid Mateusz: Stacja wieży ciśnień Dariusz Suska: Ściszone nagle życie                                               |
| 2018 | Dominik Bielicki           | Pawilony                                  | Agata Jabłońska: Raport wojenny Jerzy Kronhold: Stance Natalia Malek: Kord Maciej Topolski: Na koniec idą                                                                  |
| 2019 | Małgorzata Lebda           | Sny uckermärkerów                         | Tomasz Bąk: Utylizacja. Pęta miast Adam Kaczanowski: Cele Jan Rojewski: Ikonoklazm Julia Szychowiak: Dni powszechnie i święta                                              |
| 2020 | Tomasz Bąk                 | Bailout                                   | Konrad Góra: Kalendarz majów Monika Lubińska: Nareszcie możemy się zjadać Marcin Mokry: Świergot Joanna Oparek: Mocne skóry, białe płótna                                  |
| 2021 | Natalia Malek              | Karapaks                                  | Cezary Domarus: Trax Ewa Jarocka: Cienie piszczących psów Radowsław Jurczak: Zakłady holenderskie Justyna Kulikowska: Tab_s                                                |

### Essayistik
| Jahr | Preisträger/-in      | Titel                                                         | Nominierungen |
| ---- | -------------------- | ------------------------------------------------------------- | --- |
| 2006 | Marek Zaleski        | Zamiast                                                       | Mariusz Wilk: Wołoka Cezary Wodziński: Trans, Dostojewski, Rosja czyli o filozofowaniu siekierą |
| 2007 | Krzysztof Środa      | Projekt handlu kabardyńskimi końmi                            | Joanna Orska: Liryczne narracje. Nowe tendencje w poezji polskiej 1989–2006 Krzysztof Rutkowski: Ostatni pasaż Andrzej Żbikowski: U genezy Jedwabnego. Żydzi na Kresach Północno-Wschodnich II Rzeczypospolitej – wrzesień 1939 – lipiec 1941                                                       |
| 2008 | Piotr Matywiecki     | Twarz Tuwima                                                  | Andrzej Bieńkowski: Sprzedana muzyka Jarosław Marek Rymkiewicz: Wieszanie Andrzej Sosnowski: Najryzykowniej Marek Zaleski: Echa Idylli w literaturze polskiej doby nowoczesności i później nowoczesności                                                                                            |
| 2009 | Maria Poprzęcka      | Inne obrazy. Oko, widzenie, sztuka. Od Albertiego do Duchampa | Justyna Jaworska: Cywilizacja „Przekroju“. Misja obyczajowa w magazynie ilustrowanym Stanisław Rosiek: [Nienapisane] Andrzej Waśkiewicz: Obcy z wyboru. Studium filozofii aspołecznej Cezary Wodziński: Logo nieśmierterlności. Przypisy Platona do Sokratesa                                       |
| 2010 | Ryszard Koziołek     | Ciała Sienkiewicza. Studia o płci i przemocy                  | Jacek Hugo-Bader: Biała gorączka Jacek Leociak: Doświadczenia graniczne. Studia o dwudziestowiecznych formach reprezentacji Adam Lipszyc: Ślad judaizmu w filozofii XX wieku Anna Rottenberg: Proszę bardzo                                                                                         |
| 2011 | Stefan Chwin         | Samobójstwo jako doświadczenie wyobraźni                      | Zbigniew Kadłubek: Święta Medea. W stronę komparatystyki pozasłownej Piotr Matywiecki: Dwa oddechy. Szkice o tożsamości żydowskiej i chrześcijańskiej Jarosław Marek Rymkiewicz: Samuel Zborowski Jan Tomkowski: Klasztor Maulbronn                                                                 |
| 2012 | Marian Sworzeń       | Opis krainy Gog                                               | Adam Lipszyc: Rewizja procesu Józefiny K. i inne lektury do zera Krystyna Czerni: Nietoperz w świątyni. Biografia Jerzego Nowosielskiego Krzysztof Mrowcewicz: Małe folio Filip Springer: Miedzianka. Historia znikania                                                                             |
| 2013 | Adam Lipszyc         | Sprawiedliwość na końcu języka. Czytanie Waltera Benjamina    | Andrzej Niewiadomski: Mapa. Prolegomena Jerzy Pilch: Dziennik Małgorzata Szpakowska: Wiadomości Literackie prawie dla wszystkich Krzysztof Środa: Podróże do Armenii i innych krajów z uwzględnieniem najbardziej interesujących obserwacji przyrodniczych                                          |
| 2014 | Wojciech Nowicki     | Salki                                                         | Jan Balbierz: A propos inferna. Tradycje wynalezione i dyskursy nieczyste w kulturach modernizmu skandynawskiego Ewa Graczyk: Od Żmichowskiej do Masłowskiej. O pisarstwie w nadwiślańskim kraju Michał Książek: Jakuck. Słownik miejsca Arkadiusz Żychliński: Wielkie nadzieje i dalsze rozważenia |
| 2015 | Piotr Wierzbicki     | Boski Bach                                                    | Jan Gondowicz: Duch opowieści Andrzej Mencwel: Stanisław Brzozowski. Postawa krytyczna. Wiek XX Paweł Piszczatowski: Znacze//nie wiersza. Apofazy Paula Celana Robert Pucek: Pająki pana Roberta |
| 2016 | Michał Książek       | Droga 816                                                     | Lidia Kośka: LEC. Autobiografia słowa Renata Lis: W lodach Prowansji. Bunin na wygnaniu Michał Paweł Markowski: Kiwka Piotr Paziński: Rzeczywistość poprzecierana |
| 2017 | Krzysztof Siwczyk    | Koło miejsca/Elementarz                                       | Andrzej Kotliński: Tańce polskie. Suita historycznoliteracka Stanisław Łubieński: Dwanaście srok za ogon Łukasz Musiał: O bólu. Pięć rozważań w poszukiwaniu autora Monika Muskała: Między Placem Bohaterów a Rechnitz. Austriackie rozliczenia                                                     |
| 2018 | Krzysztof Mrowcewicz | Rękopis znaleziony na ścianie                                 | Dorota Masłowska: Jak przejąć kontrolę nad światem, nie wychodąc z domu Radosław Romaniuk: Inne życie. Biografia Jarosława Iwaszkiewicza Marian Sworzeń: Carna ikona – Biełomor. Kanał Białorski – dzieje, ludzie, słowa Marcin Wicha: Rzeczy, których nie wyrzuciłem                               |
| 2019 | Olga Drenda          | Wyroby. Pomysłowość wokół nas                                 | Tomasz Bocheński: Tango bez Edka. Eseje o literaturze współczesnej Beata Chomątkowska: Betonia. Dom dla każdego Rafał Księżyk: Wywracanie kultury. O dandysach, hipsterach i mutantach Mikołaj Wiśniewski: Nowy Jork i okolice. O twórczości Jamesa Schuylera                                       |
| 2020 | Urszula Zajączkowska | Patyki, badyle                                                | Michał Milczarek: Donikąd. Podróże na skraj Rosji Paweł Piotr Reszka: Płuczki. Poszukiwacze żydowskiego złota Agata Sikora: Wolność, równość, przemoc. Czego nie chcemy sobie powiedzieć Paweł Sitkiewicz: Gorączka filmowa. Kinomania w międzywojennej Polsce                                      |
| 2021 | Joanna Krakowska     | Odmieńcza rewolucja. Perfomans na cudzej ziemi                | Jakub Kornhauser: Premie górskie najwyższej kategorii Rafał Księżyk: Dzika rzecz. Polska muzyka i transformacja 1989–1993 Piotr Paziński: Atrapy stworzenia Jakub Skurtys: Wspólny mianownik. Szkice o poezji i krytyce po 2021 roku                                                                |

### Übersetzung
- 2014: Wdrapałem się na piedestał. Nowa poezja rosyjska, Gedichte von 16 russischen Dichtern übersetzt von Jerzy Czech[19]
- 2015: Martwe dusze (Tote Seelen) von Nikolaj Gogol übersetzt von Wiktor Dłuski[21]
- 2016: Rękopis znaleziony w Saragossie von Jan Potocki übersetzt von Anna Wasilewska[23]
- 2017: Szkoła uczuć von Gustave Flaubert übersetzt von Ryszard Engelking[25]
- 2018: Chodzenie. Amras von Thomas Bernhard übersetzt von Sława Lisiecka[27]
- 2019: Alfabet von Inger Christensen übersetzt von Bogusława Sochańska[29]
- 2020: Co robisz na naszej ulicy von Charles Reznikoff übersetzt von Piotr Sommer[31]
- 2021: Opowiadania von Katherine Mansfield übersetzt von Magda Heydel[33]

### Einzelpreis
- 2007: Skaza von Magdalena Tulli[5]
- 2010: Wyspa klucz von Małgorzata Szejnert[11]
- 2011: Poems von Andrzej Sosnowski[13]
- 2012: Spotkanie z Ablem von Mieczysław Porębski[15]
- 2013: TR von Jacek Łukasiewicz[17]